# Bolotbek Samsijev
Bolotbek Samsijev (Frunze, 1941. január 12. – Biskek, 2019. december 21.) szovjet-kirgiz filmrendező.

## Filmjei
- Выстрел на перевале Караш (1968)
- A sziklabarlang titka (Алые маки Иссык-Куля) (1972)
- Эхо любви (1974, tv-film)
- Fehér hajó (Белый пароход) (1976, forgatókönyvíró is)
- Среди людей (1979, forgatókönyvíró is)
- Korai darvak (Ранние журавли) (1980, forgatókönyvíró is)
- Farkasverem (Волчья яма) (1984, forgatókönyvíró is)
- Снайперы (1986, forgatókönyvíró is)
- Восхождение на Фудзияму (1989, forgatókönyvíró is)